# Brynmawr Furniture Makers
Die Brynmawr Furniture Makers waren ein Möbelbauunternehmen, das zwischen 1929 und 1940 in der walisischen Stadt Brynmawr existierte. Es war Teil des sogenannten Brynmawr-Experiments, bei dem eine Gruppe von Quäkern versuchte, die nach einer schwerwiegenden Wirtschaftskrise weitgehend arbeitslosen Bevölkerung mit karitativen Hilfen und der Schaffung neuer Arbeitsplätze zu helfen. Das Unternehmen wurde 1929 maßgeblich durch Paul Matt begründet, der bereits zuvor als Möbelbauer und -designer Erfahrung gesammelt hatte und in Südwales bereits mit den Quäkern zusammengearbeitet hatte. Zunächst stellte er Schulabgänger ein und brachte ihnen das Handwerk bei, später stießen auch arbeitslose Personen dazu. Die produzierten Möbel waren sowohl im Aussehen als auch in der Konstruktion einfach gehalten, werden aber dennoch als modern angesehen. Sie orientieren sich am Arts and Crafts Movement und später auch am Art déco. Für die Herstellung wurden zunächst zumeist Eichenschichtholz und danach vermehrt neben anderen Hölzern auch Walnussholz verwendet. Nachdem Matt zunächst 1931 Artur Basil Reynolds als Vorarbeiter ins Unternehmen geholt hatte, wurde letzterer nach Matts Weggang zwischen 1933 und 1935 neuer Leiter des Unternehmens. Die Geschäftsführung wurde dabei von An Order of friends übernommen, einer formalisierten Gemeinschaft, die seit Mitte der 1930er-Jahre als Muttergesellschaft des Brynmawr-Experiments diente.
Reynolds änderte den Stil Matts leicht ab und stellte das Unternehmen breiter auf, indem er beispielsweise bemalte Möbelstücke einführte. Zu diesem Zeitpunkt florierte das Unternehmen, das vor allem Quäker, Akademiker, Literaten sowie verschiedene Institutionen als Abnehmer vorweisen konnte. Im April 1937 zerstörte jedoch ein Brand die Fabrik des Unternehmens, das nun bis zur Eröffnung der wiederaufgebauten Fabrik in andere Produktionsstätten ausweichen musste. Dennoch konnten anschließend bis zu 50 Mitarbeiter beschäftigt werden. Nachdem man sich jahrelang auf den erarbeiteten Ruf des Unternehmens und verschiedene Marketingstrategien wie insbesondere temporären Ausstellungen verlassen hatte, eröffnete man 1938 in London einen eigenen Ausstellungsraum. Dieser musste jedoch bereits nach gut einem Jahr geschlossen werden, da infolge des Zweiten Weltkriegs nicht nur Material schwerer zu beschaffen war, sondern auch die Verkaufszahlen massiv sanken und das Unternehmen Verlust machte. Im Februar 1940 fand in Cardiff die letzte Ausstellung des Unternehmens statt, nur kurze Zeit später wurde das Unternehmen geschlossen, was auch das Ende des gesamten Brynmawr-Experiments bedeutete. Denn die Brynmawr Furniture Makers waren das erfolgreichste Unternehmen des Projekts. Verschiedene Exponate befinden sich heute in unterschiedlichsten walisischen Museen. Die Brynmawr Furniture Makers beeinflussten zudem ein ähnlich gelagertes Projekt in Boosbeck sowie der Meinung von Paul Matt nach auch die sogenannte Utility furniture, also die Möblierung, die seitens der britischen Regierung der betroffenen Bevölkerung im Zuge der Luftschlacht um England ausgehändigt wurde.

## Hintergrund
Ab dem Ende des Ersten Weltkriegs kam es in Südwales aus verschiedenen Gründen zu einer großen Rezession, die dazu führte, dass zahlreiche Unternehmen Arbeitskräfte entlassen mussten oder ganz schließen mussten. Dies rückkoppelte sich auf den Einzelhandel. In der Kleinstadt Brynmawr (Ausspracheⓘ), das als eine Art „Schlafplatz“ für die Arbeiter der südwalisischen Kohleindustrie diente, waren die Arbeitslosenquote besonders hoch: 1929 lag sie bei etwa 75 %, bei den über 40-Jährigen sogar bei 100 %. Allerdings wurde im Allgemeinen eine Erholung der Wirtschaft erwartet. Neben einigen Hilfsinitiativen zivilen Ursprungs sowie wenigen Gegenmaßnahmen seitens der britischen Regierung, darunter Arbeitslosengelder über die National Insurance, aber auch Mittel aus dem sogenannten Poor Law, gab es kaum Hilfsmaßnahmen. In den Dörfern selbst herrschten schlechte Lebensbedingungen. So hatten Anfang der 1930er-Jahre gut 500 Häuser in Brynmawr keine eigene Sanitäranlage. Die Kindersterblichkeit war erhöht und es grassierten Krankheiten wie Tuberkulose. Deshalb rückte die Region und damit auch Brynmawr ins Interesse der Quäker, einer nonkonformistischen Religionsgemeinschaft, die das Ziel hat, Armut und Konflikte zu lindern, womit auch ein Engagement gegen Arbeitslosigkeit in ihr Gebiet zählt. Man gründete ein Komitee zur Sondierung der Lage, sammelte aber auch Spenden für die Einwohner der Region. Außerdem gründete man zunächst in Trealaw und später an anderen Orten Ausbildungszentren zur Erwachsenen- und Weiterbildung. Im August 1928 besuchte eine Delegation der Quäker Brynmawr, die zunächst finanzielle Mittel und Geschenke verteilten, dann aber sich in Brynmawr fest ansiedelte, um gezielt helfen zu können. Einer von ihnen war Peter Scott, der sich sukzessive zum Anführer der Quäker-Gruppe entwickelte. Zunächst kümmerte man sich um karitative Arbeiten, ging dann aber zur gezielten Bestrebung über, Arbeitsplätze zu schaffen. Daraus entstand das sogenannte Brynmawr-Experiment. Zunächst handelte es sich um Freiwilligenarbeit, später aber um bezahlte Arbeitsplätze. Zu diesem Zweck wurde im März 1930 die Brynmawr and Clydach Vale Industries Company Ltd. gegründet. In verschiedenen Berufsfeldern sollten kleine Tochterunternehmen gegründet werden, die erst nach einer Art „Bewährungsprobe“ unabhängig werden sollten und finanziell vom Mutterunternehmen über verschiedenen Wege getragen werden, generell aber ab der Unabhängigkeit von den Arbeitern geführt werden sollten. Nachdem sich Peter Scott von den Quäkern entfremdet hatte, gründete er die Gemeinschaft An Order of friends. Diese wurde 1936 formalisiert, sodass die An Order Holdings Limited die Brynmawr and Clydach Vale Industries Company Ltd. als Muttergesellschaft in Sachen Brynmawr-Experiment ersetzte. Das Firmenkonstrukt mitsamt der Brynmawr Furniture Makers ist unterhalb dieses Absatzes dargestellt.

## Geschichte
Als Sohn des aus Pommern stammenden Möbelbauers Otto Charles Matt und mit Erfahrungen im Möbelbau kam 1929 der Quäker Paul Matt Brynmawr und begann, in einem der social clubs des National Councils for Social Service (NCSS) Arbeitslose zu betreuen, mit denen er Hühnerställe baute und diese dann verkaufte. Zudem förderte er diese socials clubs und war am Bau der Clubhäuser beteiligt. In dieser Zeit intensivierte er sein Engagement beim Brynmawr-Experiment. Er selbst war vor allem am Aspekt der sozialen Arbeit des Brynmawr-Experiments interessiert. Bereits vor dem Beginn von Matts Engagement hatte Peter Scott Pläne zur Eröffnung eines Möbelbau-Betriebes gehabt. Nun entstand ein solches Unternehmen unter der Leitung von Matt, für den die Holzbearbeitung auch etwas mit der Entdeckung „Disziplin und Tugend der Schlichtheit“ und der Genugtuung bei selbst hergestellten Dingen zu tun hatte. Zuvor hatte es in Brynmawr zwar einige Zimmermänner gegeben, aber im Gegensatz zu den anderen Dörfern der Gegend keine wirklichen Möbelunternehmen. Paul Matt erhielt einen Bereich der Gwalia Works sowie Werkzeuge und Equipment. Zuerst wurden Schulabgänger eingestellt, diese über verschiedene Arbeitsschritte an den Möbelbau herangeführt und erst später auch arbeitslose Männer eingestellt, die je zwei der Jungen und Helfer für das Erlernen zur Seite gestellt bekamen. Die Männer waren zuvor Mitglieder in den social clubs gewesen, in denen auch Matt gearbeitet hatte. Ihnen hatte Matt bereits Prototypen seiner Möbel kurz vor dem Beginn der Produktion vorgestellt. Das Antrainieren der Jungen wurde in den ersten Jahren des Unternehmens zu Matts Hauptaufgabe. Zwar hatte anfangs neue Mitarbeiter noch selbst angelernt, doch nachdem er dies den anderen Arbeitern überlassen hatte, konzentrierte er sich auf Vorarbeit und auf die Geschäftsführung, aber vor allem auf das Designen der Möbel. Die Arbeitsplätze waren dabei sehr beliebt, sodass es zu langen Wartezeiten auf einen Platz kam. Erster Auftrag war die Produktion von – je nach Angabe – 250 oder 400 Stühlen für eine Quäker-Schule in York; später gab es einen Auftrag für 150 Stühle aus Birmingham. 1931 arbeiteten bereits 12 junge Männer fest in Fabrik, 1932 waren es bereits 16. 1931 wurde nach der Sammlung von Kapital zudem offiziell das Unternehmen Brynmawr Furniture Makers, Ltd als Teil der Muttergesellschaft gegründet. Zahlreiche Organisationen und ähnliches bestellten in Brynmawr anschließend Möbel, sodass das Unternehmen florierte und schnell Profit machte, das in neue Maschinen und anderes Equipment investiert wurde.
Ende 1931 stellte Matt Arthur Basil Reynolds als Vorarbeiter ein, der von nun an die Kontrolle über die Bau der Möbel innehatte, während Matt sich unter anderem auf die nötigen Arbeiten im Maschinenraum und das Designen neuer Möbelstücke konzentrieren konnte. An einem unbekannten Datum zwischen 1933 oder 1935 nahm Paul Matt jedoch eine Vollzeit-Stelle als Organisator im Handwerksbereich in den NCSS-Clubs an, später arbeitete Matt als Architekt und für eine walisische Behörde im Kontext des Handwerks. Nach Matts Weggang übernahm Reynolds dessen Funktionen. Dieser hatte zuvor mit Stanley Davies zusammengearbeitet. Davies war ebenfalls ein Quäker gewesen, der als Möbelmacher innerhalb des Arts and Crafts Movement aktiv gewesen war. Reynolds war ein Anhänger von An Order of friends und somit laut Pamela Manasseh eventuell ein größerer Unterstützer des Experiments als Matt. 1936 waren die Verkäufe wegen der Zukäufe in der Ausstattung und verbesserter Arbeitsweisen um 60 % gegenüber dem Vorjahr angestiegen. In dieser Zeit managte Reynolds die Werkstatt, während die kommerziellen Aspekte des Unternehmens in den Arbeitsbereich von An Order of friends fielen. Die Zeit ab dem Management Reynolds’ wertet Pamela Manasseh als dritte Phase des Unternehmens, nach der Paul-Matt-Phase und der Matt-Reynolds-Phase. Das Unternehmen brauchte kurze Zeit später bereits mehr Arbeitsfläche, sodass man die Gwalia Works – das Stammwerk des Unternehmens – erweiterte und Pläne für eine neue Fabrik auflegte. Am 26. April 1937 zerstörte aber ein Brand große Teile der Gwalia Works, sodass das Unternehmen in den erweiterten, unbeschädigten Teil und andere Fabriken umziehen musste, um die Produktion fortzuführen. Zwischenzeitlich baute man die Gwalia Works wieder auf, sodass genau ein Jahr nach dem Brand ein neues Werk eröffnet werden konnte. In diesem waren neben den Brynmawr Furniture Makers auch die Brynmawr Bootmakers untergebracht, ein weiteres Unternehmen des Experiments. Weil man die anschließenden finanziellen Probleme mithilfe von Spenden und einer kurzweiligen Investition überbrücken konnte, schaffte das Unternehmen bei dieser Gelegenheit auch neue Gerätschaften wie eine Multifunktionsmaschine an. Da man weiterhin durch die Auftragslage und das Angebotsspektrum sichere Arbeitsplätze vorweisen konnte, stiegen die Mitarbeiterzahlen anschließend auf circa drei Dutzend und später auf rund 50 Mitarbeiter. Die Arbeitsbedingungen der Arbeiter entsprachen den damaligen Grundsätzen, allerdings konnten die Arbeiter zusätzlich günstig Material für den Bau von Möbeln für den Eigengebrauch erwerben. Außerdem wurden verschiedene Freizeitaktivitäten angeboten. Die Brynmawr Furniture Makers erhielten auch finanzielle Unterstützung durch die Muttergesellschaft. Das Unternehmen war darüber hinaus dasjenige mit den meisten Verkäufen innerhalb des Projektes, sodass man trotz der größten Zahl an Angestellten den Arbeitern ein gewisses Gehalt bieten konnte.
Ebenfalls 1938 öffnete ein fester Ausstellungsraum am Londoner Cavendish Square, der von einem ehemaligen Mitarbeiter des Londoner Möbelunternehmens Heal’s geleitet wurde. Dennoch verlief das Jahr 1938 wegen der Kriegsangst und fehlendem Profit durch die üblichen Ausstellungen und Werbekampagnen schlecht für das Unternehmen. Allerdings ging man immer mehr zum Verkauf ganzer Einrichtungen über, wodurch die Kundschaft nun zwischen dem Kauf einer solchen oder dem Kauf einzelner Stücke wählen konnte. Ebenso wurden verstärkt verschiedene Großaufträge von Institutionen erfüllt. Infolge des Zweiten Weltkriegs schrieb das Unternehmen aber nur noch rote Zahlen, sodass 1939 der Londoner Laden geschlossen werden musste und im Februar 1940 in Cardiff die letzte Ausstellung stattfand. Neben den sinkenden Verkaufszahlen wirkte sich auch der erschwerte Import der Materialien negativ aus. Schlussendlich entschloss man sich im selben Zeitraum für die Auflösung des Unternehmens. Die Schließung der Brynmawr Furniture Makers bedeutete das Ende des gesamten Experiments. Anstelle der geplanten Woche dauerte ein anschließender Ausverkauf des Bestandes nur zwei Tage; neben dem Lagerbestand wurden auch unvollendete Möbelstücke und Maschinen verkauft. Einen Monat nach der Schließung bat die Regierung das nicht mehr existente Unternehmen, Möbel für die im Zuge der Luftschlacht um England obdachlos gewordenen Menschen zu bauen – sogenannte Utility furniture. Dies hätte zumindest bis zum Kriegsende den Fortbestand des Unternehmens und des gesamten Experiments bedeutet. Die Fabrik der Brynmawr Furniture Makers wurde schließlich zum Bau von Flugzeugen für den Krieg genutzt. Die beteiligten Arbeiter fanden allerdings entweder in der Munitionsfabrik von Glascoed oder in den Ebbw Vale Steelworks Arbeit oder wurden zum Kriegsdienst eingezogen. Arthur Basil Reynolds ging zurück in seine Heimat Bridport, wurde dort zunächst Bürgermeister und machte sich dann selbstständig.

## Produkte
Paul Matt veröffentlicht seine Ideale in der Möbelherstellung in seinem Buch Woodwork from Waste, gemeinsam mit Peter Scott außerdem in ihrem Text Brynmawr Furniture: Our Ideals. Die Möbel waren bescheiden und sollten „exakt ihren Zweck erfüllen“, das verwendete Material aufwerten und ohne Verzierungen auskommen. Somit war – genauso wie die Konstruktion – das Erscheinungsbild der Möbel einfach gehalten, sodass es mit der Philosophie der Quäker übereinstimmte. Die Möbel waren dabei aber dennoch modern gestaltet. Sie orientierten sich an den Möbeln der Vertreter des Arts and Crafts Movement aus dem deutschsprachigen Raum, mit der Zeit kam auch ein zunehmend größerer Einfluss aus dem Art déco hinzu. Außerdem spricht Pamela Manasseh von einer „ästhetische[n] Integrität“ mit den Werken von William Morris. Matt selbst war zudem von den einfachen Designs und der Stabilität der Möbel der Russell Brothers beeinflusst worden, wogegen er sich aber nur sehr selten vom Stil der walisischen Möbel beeinflussen ließ. Die Preise der Möbel variierten zwischen 15 s und 16£ 10s, womit sie für die Zielgruppen erschwinglich waren.
Aus Kostengründen wurde für die Möbel zumeist Eichenfurnierschichtholz in einem „natürlichen Zustand“ verwendet, seltener auch Walnussholz. Da Schichtholz zu dieser Zeit unbeliebt war, passte Matt die Fertigungsprozesse an, sodass das Endprodukt einer Fertigung aus Massivholz ähnelte. Während auf den Endprodukten noch die Bleistiftzeichnungen der Arbeiter zu sehen waren, wurde das Holz selbst mit der Kreissäge bearbeitet. Matt nutzte einen starken Holzrahmen als Grundgerüst der Konstruktion und fügte diesem – je nach Möbel unterschiedliche – Sichtholzplatten hinzu. Um trotz der gewünschten Abrundungen die Gefahr eines Schadens an den Platten zu reduzieren, setzte Matt diese zurückgesetzten Rahmen ein. Mit diesen Platten wollte Matt das Aussehen der Möbel verbessern, wovon sich Matt zusätzlich auch ein verbessertes Image der Gegend um Brynmawr und eine gesteigerte Stimmung ihrer Einwohner versprach. Bei der Verarbeitung wurde zur Verhinderung von der Verschmutzung des Eichenholzes weitestgehend auf die Verwendung von Nägeln und Stahlschrauben verzichtet, stattdessen wurden Holzdübel verwendet. Nach der Fertigung wurden die Möbel zur verbesserten Instandhaltung zumeist mit Hartwachs überzogen, da eine Schellackpolitur wegen der kalten Durchschnittstemperatur in Brynmawr nur selten infrage kam. Lediglich für die Möbel aus Walnussholz wurde laut Paul Matt eine transparente Schellackpolitur verwendet. Zudem liefen die „geraden und klaren“ Konturen der Möbel spitz zu. Die Möbel waren in Richtung Boden häufig gering auseinanderspreizend; die Beine der Möbel waren jeweils stark angeschrägt. Dies verlieh den Möbeln ein „geschmeidiges und vollkommenes Aussehen“ nach Matts Vorstellungen.
Der Bau der Möbel war dabei einfach gestaltet, da die Arbeiter zumindest am Anfang ihrer Anstellung kaum notwendige Fähigkeiten vorweisen konnten. So konnten die Stühle des allerersten Auftrages, die später auch ins Sortiment aufgenommen wurden, von je einem einzelnen Arbeiter vollständig allein gebaut werden. Generell war das Design der Möbel auch auf die potenzielle Kundschaft angerichtet, da Verkäufe für den Bestand des Unternehmens und des Experiments essentiell waren. Das Unternehmen entschloss sich, keine Bestände anzuarbeiten und nach Nachfrage zu bauen. Aus diesem Grund konnte die Größe des Möbelstücks variiert werden. Ebenso konnte der Kunde in Hinsicht auf die Bespannung der Sitzfläche zwischen den Materialien Binse, Leder oder Gewebe in verschiedenen Ausführungen entscheiden.
Nachdem Arthur Reynolds Designer geworden war, gab es neben mehreren neuen Produkten auch Neuerungen im Design und in der Fertigung. So wurden verstärkt mehr Möbel aus Walnussholz produziert, während erstmals auch Bergahornholz und Zedernholz verwendet wurden. Gleichzeitig führte Reynolds auch die Produktion von bemalten Möbelstücken ein. Reynolds Design umfasste auch ausgeschrägte Füße, sodass sein Design „würdevoller“ aussah als das von Matt. Manasseh bewertet dies als Ausprobieren verschiedener Gestaltungen, die dann je nach Beliebtheit bei den Kunden in die dauerhafte Produktion aufgenommen worden wären. Roger Smith bewertet Reynolds’ Möbeldesigns als ein solches mit einem „schweren Erscheinungsbild und dramatische[n] Konturen“, durch die sie mehr als bei Matt ein „charakteristisches ‘Dreißiger’-Erscheinungsbild“ hätten, sodass man sie „sofort“ von Matts Möbeln unterscheiden könne. Pamela Manasseh kritisiert die „subjektive Interpretation“ von Smiths Urteil, da die Formulierung „schwereres Erscheinungsbild“ missverständlich sei und sich der Aspekt nicht für einen Vergleich anbieten würde. Ebenso sei die Wortwahl „dramatisch“ für die „bescheidene Kurve, die sich zum Äußeren hin verbreitert“, „ein wenig überspitzt“. Zudem sei unklar, von wem dieses Gestaltungsmerkmal überhaupt eingeführt wurde. Manasseh sieht Indizien dafür, dass dieses weder von Matt noch von Reynolds stammt, sondern von einem gewissen Les Hill, der nach Reynolds Aufstieg eventuell dessen Rolle als Designer übernommen haben könnte.

## Verkauf, Marketing und Zielgruppen
Firmenlogo des Unternehmens war der Hausberg von Brynmawr mit einer aufgehenden Sonne im Hintergrund. Die einzelne Produkte wurden zunächst nach dem (zumeist walisischen) Ort benannt, wo sie zuerst verkauft worden waren: so gab es den Brynmawr Chair und den Llanelly Table, aber auch das Nantyglo Small Bed. Später wurden die Möbel auch nach Orten im weiteren Südwales und nach Orten in Nordwales benannt; der am weitesten entfernte Namensgeber war jedoch die Yorker Mount School, die Quäker-Schule mit dem ersten Auftrag für die Brynmawr Furniture Makers. Generell nutzte man die walisische Herkunft auch für das Marketing. Der Verkauf der Produkte wurde zwar durch geographische Faktoren und Kostengründe erschwert, doch man setzte auf den guten Ruf des Unternehmens und einige kostengünstige Marketingstrategien. So wurden durch die Kontakte der Quäker landesweit Artikel und Annoncen in Lokalzeitungen untergebracht. Ebenso veröffentlichte man verschiedene Werbebroschüren und Magazine, in denen man zugleich auch auf die Probleme in Brynmawr aufmerksam machte oder das soziale Engagement des Unternehmens hervorhob. So wurden 1938 zum Beispiel Pläne zum Bau von zwölf Holzhäusern für Obdachlose bekannt gegeben. Zugleich sandte man Kataloge und persönliche Briefe an die potenzielle Kundschaft. Außerdem wurden zwei Werbefilme und Werbeplakate im Art-déco-Stil in Auftrag gegeben. Nach der Gründung des Unternehmens setzte man zudem auf die Quäker, denen man eine schnelle Lieferung zusicherte. Später profitierte das Unternehmen vom Bau von Gartenstädten, in denen es die Möglichkeit gab, ganze Häuser einzurichten.
Die wichtigste Marketingstrategie waren jedoch temporäre Ausstellungen, beispielsweise auf dem Eisteddfod, im Kaufhaus David Morgan in Cardiff oder in unterschiedlichen englischen Städten. Teilweise konnte die Brynmawr Furniture Makers wie auch andere Unternehmen aus Südwales kostenlos ausstellen. Nachdem bereits in Manchester eine temporäre Ausstellung von George, 1. Duke of Kent eröffnet worden war, wurde die Londoner Niederlassung von der Frau des damaligen Premierministers Neville Chamberlain eröffnet. Zudem wurden die Produkte auch von Kaufhäusern ins Angebot aufgenommen, Beispiele sind – neben David Morgan in Cardiff – das Kaufhaus Browns of Chester oder Niederlassungen der Kette Lewis’s in Birmingham oder Manchester. Abgesehen davon konnten die Brynmawr Furniture Makers auch den Bardenstuhl für den Eisteddfod 1938 bauen. Gekauft wurden die Produkte vor allem von der Mittelschicht, Akademikern, Literaten und Quäkern, aber auch von sozial bewussten Menschen. Eine weitere Gruppe Abnehmer kam aus England. Zudem kauften auch verschiedenste Institutionen inklusive des Hauptsitzes der Quäker und der Lokalverwaltung von Blaenau Gwent Produkte aus der Fabrik. Dagegen gehörte die lokale Bevölkerung aus verschiedenen Gründen wie den Kosten nicht zu den Hauptabnehmern. Zu den prominentesten Abnehmern gehörten Königsgattin Maria von Teck, die Frau von Premierminister Chamberlain, die damit 10 Downing Street einrichtete, die Witwe von Herbert Lewis, 2. Baron Merthyr, der Gelehrte und Politiker Griffith John Williams und der Politiker und Pazifist George M. Ll. Davies, aber auch die Schwester des Schauspielers Hugh Griffith.

## Auswirkungen und Bewertung
Die Brynmawr Furniture Makers gelten als erfolgreichstes Unternehmen des gesamten Projektes. Dadurch, dass die Brynmawr Furniture Makers am Anfang ihrer Existenz nur Schulabgänger aufnahmen und keine Arbeitslosen, trug das Unternehmen in der Sichtweise der Ehefrau eines der ehemaligen Unternehmensmanager kaum zum Kampf gegen die Arbeitslosigkeit bei. Das Brynmawr-Experiment und insbesondere die Brynmawr Furniture Makers beeinflussten jedoch ein ähnliches Unterfangen gegen die Arbeitslosigkeit in dem kleinen Küstendorf Boosbeck in North Yorkshire Mitte der 1930er-Jahre, wo man unter anderen ebenfalls ein Möbelunternehmen aufmachte. Dieses hatte den Namen Boosbeck Industries und wurde analog zu Paul Matt in Brynmawr von einem Bernard Aylward geführt, dessen Designs gewisse Ähnlichkeiten zu den Möbeln aus Brynmawr aufwiesen. Paul Matt selbst ist zusätzlich der Meinung, dass die Möbel der Brynmawr Furniture Makers einen wichtigen Einfluss auf die sogenannte Utility furniture gehabt hätten. Während das gesamte Experiment gewisse Ähnlichkeiten mit dem Arts and Crafts Movement aufwies, ähneln sich auch die Prinzipien von Paul Matt mit denen des Arts and Crafts Movement. Pamela Manasseh sieht sogar Paul Matt und Arthur Reynolds in einer Reihe mit anderen Möbelbauern, die sowohl den Quäker als auch dem Arts and Crafts Movement angehörten, wie beispielsweise Arthur Romney Green und Stanley Davies. Die Produkte der Brynmawr Furniture Makers genießen heutzutage ein gewisses öffentliches Interesse. Dies führte in Brynmawr zur Einrichtung eines kleinen Museums namens Brynmawr Museum, das einige Exponate aus der Möbelfabrik besitzt. Allerdings gibt es auch größeren Museen mit Exponaten der Brynmawr Furniture Makers, darunter das National History Museum in St Fagans und das Newport Museum and Art Gallery. In St Fagans gab es im Frühjahr 1994 eine Ausstellung zu den Möbelstücken, während in Newport eine geplante Ausstellung nicht realisiert wurde. Dennoch schenken Design- und Möbelhistoriker den Möbeln der Brynmawr Furniture Makers nur wenig Beachtung.